# Grande bovaro svizzero
Il grande bovaro svizzero è un cane di grossa taglia appartenente al Gruppo 2 della nomenclatura FCI, più precisamente alla sezione 3 - bovari svizzeri.
È il più grande di tutti e quattro i bovari svizzeri: abbastanza simile al bovaro del bernese, differisce da questi per un mantello a pelo corto e per un peso corporeo mediamente più elevato (una decina di chilogrammi in più), oltre che per il carattere. Il grande bovaro era sfruttato principalmente per la guardia e la conduzione di grossi animali da fattoria e, occasionalmente, come cane da tiro per trasportare i carretti con il latte, da dove veniva prodotto a dove veniva poi lavorato. 
Il grande bovaro svizzero è un cane estremamente legato alla famiglia, che difende da qualsiasi minaccia.

## Aspetto fisico

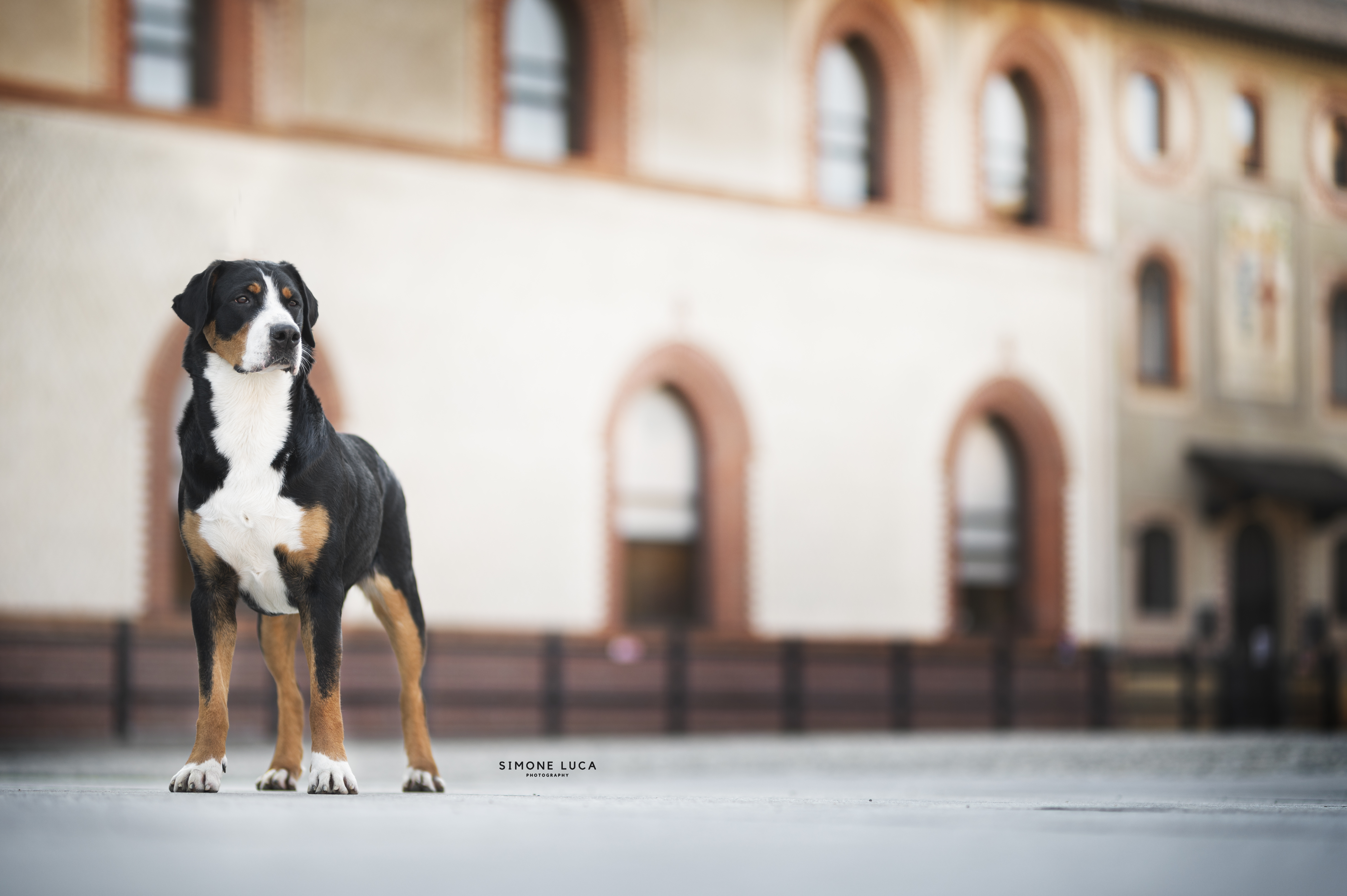
Un esemplare femmina di Grande Bovaro

Il grande bovaro svizzero è un grande cane il cui pelo di media lunghezza è tipicamente tricolore: il colore di fondo del mantello è il nero, con macchie bianche quanto più simmetriche possibili sul muso, le zampe, il petto e la punta della coda; focature rossicce sono presenti tra il bianco e il nero, specialmente sopra gli occhi.  
L'altezza al garrese dovrebbe essere circa i 9/10 della lunghezza del corpo.  
La testa è grande e potente, in proporzione con il corpo; la lunghezza del cranio è pari a quella del muso, le orecchie sono di media grandezza e attaccate piuttosto alte. Occhi a forma di mandorla, dal color nocciola fino al marrone scuro.  
Dentatura completa a forbice.  
Il collo è potente, senza giogaia. Il petto è profondo, prominente, muscoloso e disceso sino al gomito. La spalla è lunga e forma un angolo non troppo ottuso con il braccio. La groppa è dritta e di media lunghezza. La coda è robusta e lunga sino ai garretti. La coscia è grande, forte, obliqua vista di lato.  
L'aspetto generale del cane dev'essere quindi quello di un animale muscoloso e imponente, che ispiri forza e rispetto, ma non aggressività, piuttosto una sicura padronanza di sé e della propria forza. 

## Dimensioni e carattere

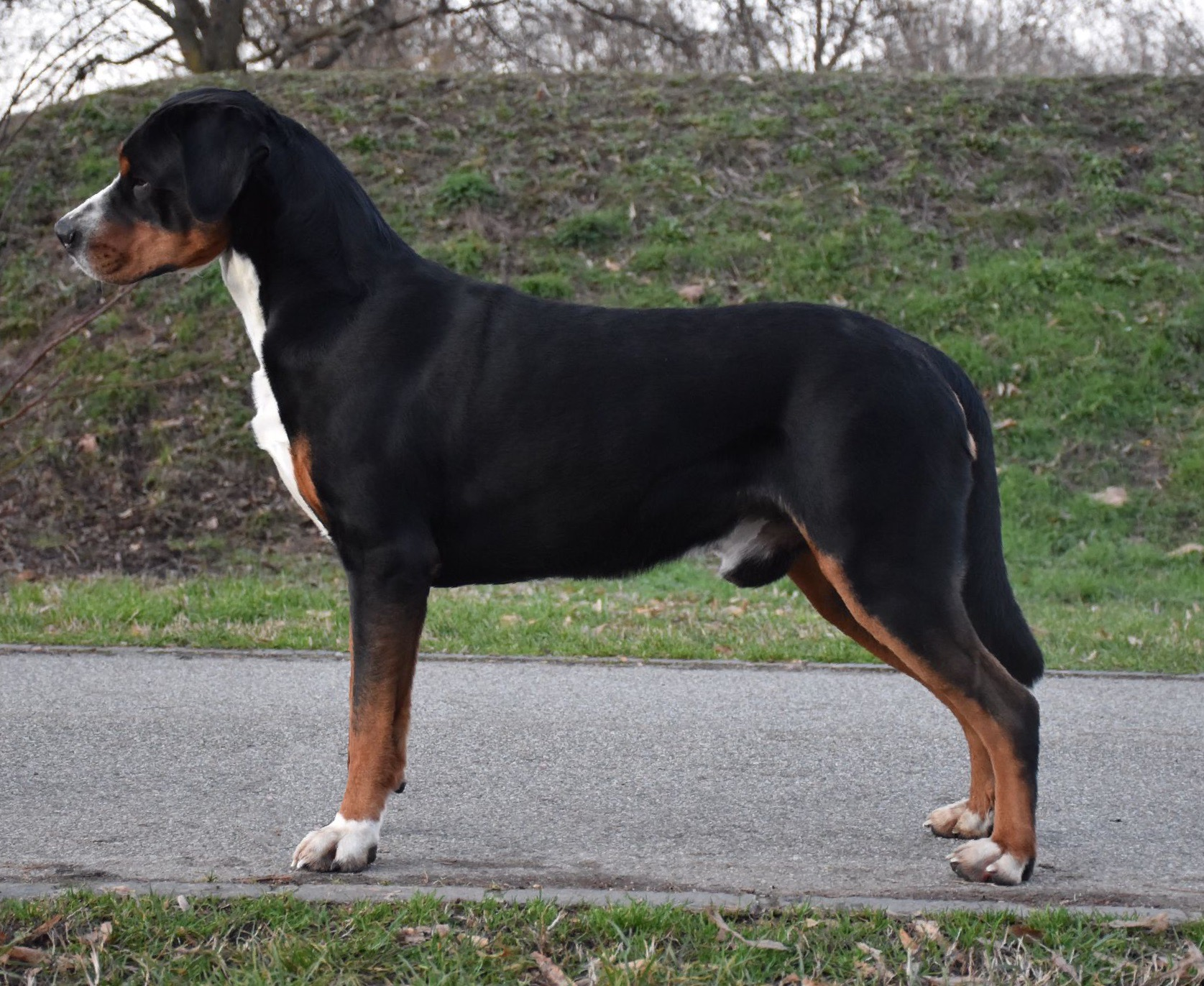
Un esemplare maschio di grande bovaro

Di dimensione imponenti, i maschi più grandi possono raggiungere da adulti i 72 cm al garrese per un peso che potrebbe anche superare i 70 kg. La femmina, più piccola, può arrivare ai 68 cm per un peso anche di 55 kg. 
La crescita fisica dura sino ai tre anni e deve essere seguita con particolari attenzioni, curando molto bene la scelta dell'alimentazione e lo sforzo fisico che non deve mai essere eccessivo durante la fase della formazione ossea (fino a 12 mesi circa). 
Il dimorfismo sessuale è evidente. Si consiglia una buona attività fisica per un corretto sviluppo della muscolatura e per prevenire l'obesità.
Di natura tutt'altro che aggressiva, presenta un carattere aperto e giocoso nei confronti degli altri cani e delle persone. Tuttavia, sentendosi minacciato, non esita a difendersi, scatenando la sua grande forza fisica. È un animale che, raggiunta la maturità psicologica (cioè verso i tre anni circa), presenta una tempra eccezionale e un equilibrio invidiabile. Ama a tal punto il proprio padrone da non volerlo mai lasciare durante i suoi spostamenti. Ha un bisogno quasi morboso di affetto e di compagnia umana, poiché soffre moltissimo la solitudine; motivo per il quale non va tenuto fuori in giardino lontano dal padrone, ne lasciato per un periodo prolungato solo in casa.

## Salute e cure
Ottimo guardiano e instancabile lavoratore, necessita di grandi spazi e di lunghe passeggiate. Poco sensibile al gelo, preferisce un clima freddo ad uno caldo. Il pelo ha bisogno di una breve spazzolata giornaliera per essere mantenuto lucido e pulito. Nonostante la mole, non necessita di enormi quantità di cibo. 
Può incorrere in problemi quali displasia dell'anca, del gomito e della spalla, ma a parte queste malattie - che sono multifattoriali e dipendono in parte dalla genetica e in parte dalla crescita del cane - il grande bovaro svizzero va considerato una razza canina in ottima salute. 
Come tutti i cani di taglia grande, può essere soggetto alla torsione dello stomaco. 
La sua speranza di vita si aggira intorno ai 10-12 anni.